# Volvo EX90
Der Volvo EX90 ist ein batterieelektrisch angetriebenes Sport Utility Vehicle des schwedischen Automobilherstellers Volvo. Der Marktstart war ursprünglich für 2023 geplant. Im Juni 2024 wurde die Serienproduktion in Charleston (South Carolina), USA, gestartet. In Deutschland wurden die ersten Fahrzeuge im Oktober 2024 zugelassen.

## Geschichte
Am 9. November 2022 wurde das elektrisch angetriebene SUV im Format des Volvo XC90 vorgestellt, wobei dieser aufgrund der bestehenden Nachfrage – anders als zunächst geplant – weiter hergestellt wird. Der EX90 ähnelt auch äußerlich dem XC90 der zweiten Generation und bietet wie dieser eine dritte Sitzreihe mit bis zu insgesamt sieben Sitzen. Im Vorfeld der Shanghai Auto Show wurde im April 2023 dann die viersitzige Luxusversion Excellence vorgestellt. Der EX90 soll in South Carolina und in China hergestellt werden.

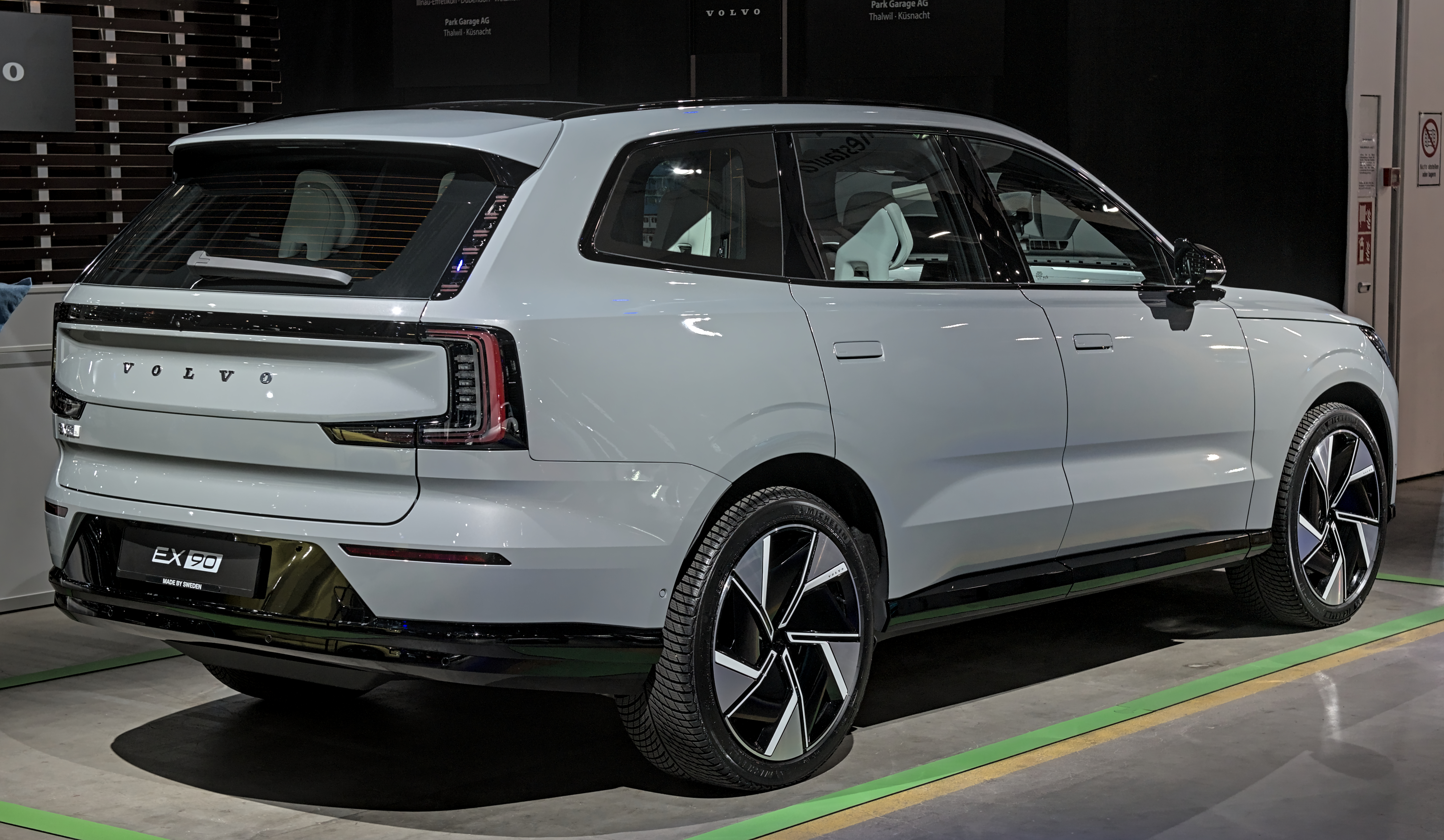
Heckansicht
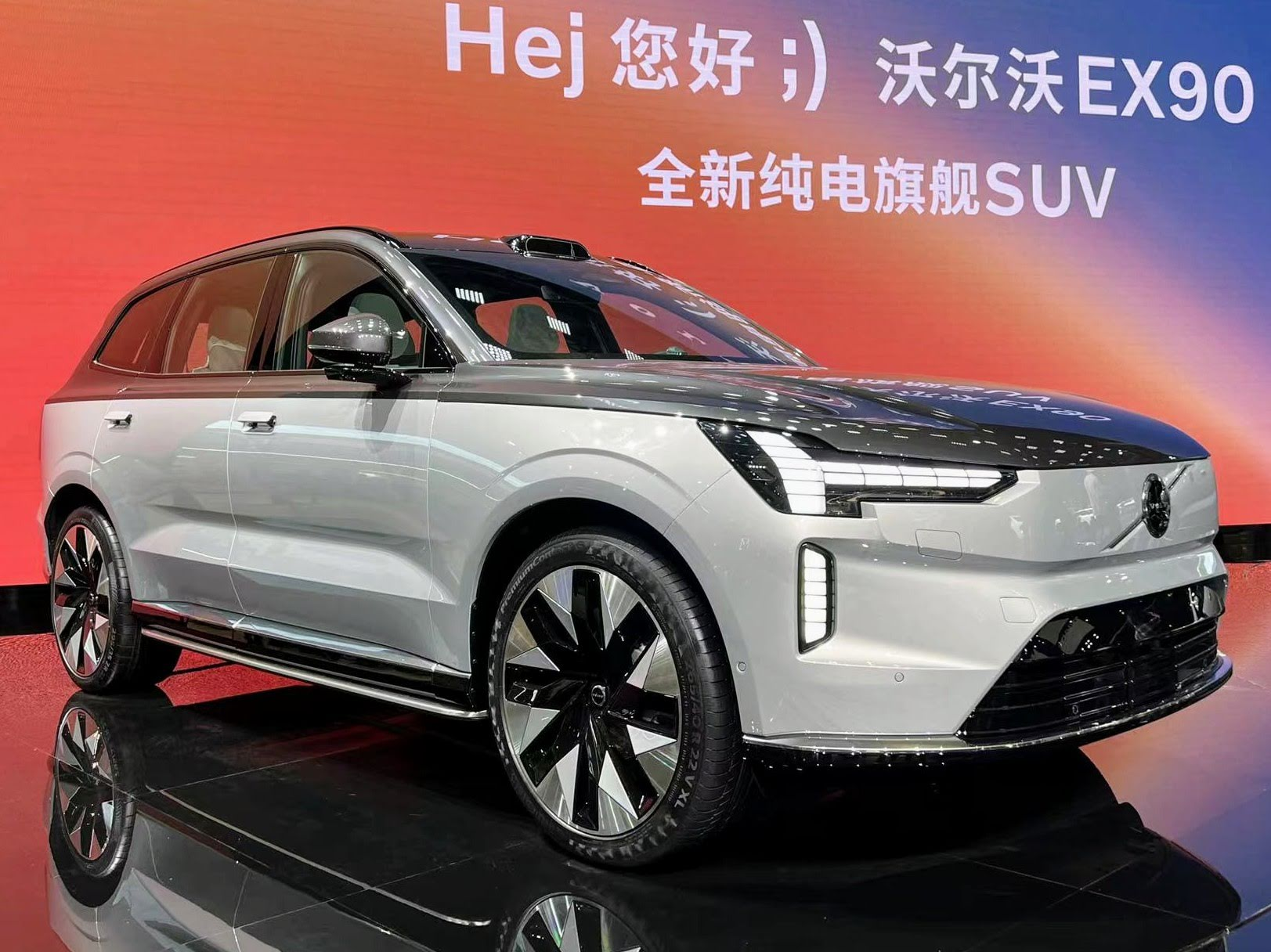
Volvo EX90 in höchster Ausstattungsstufe Excellence
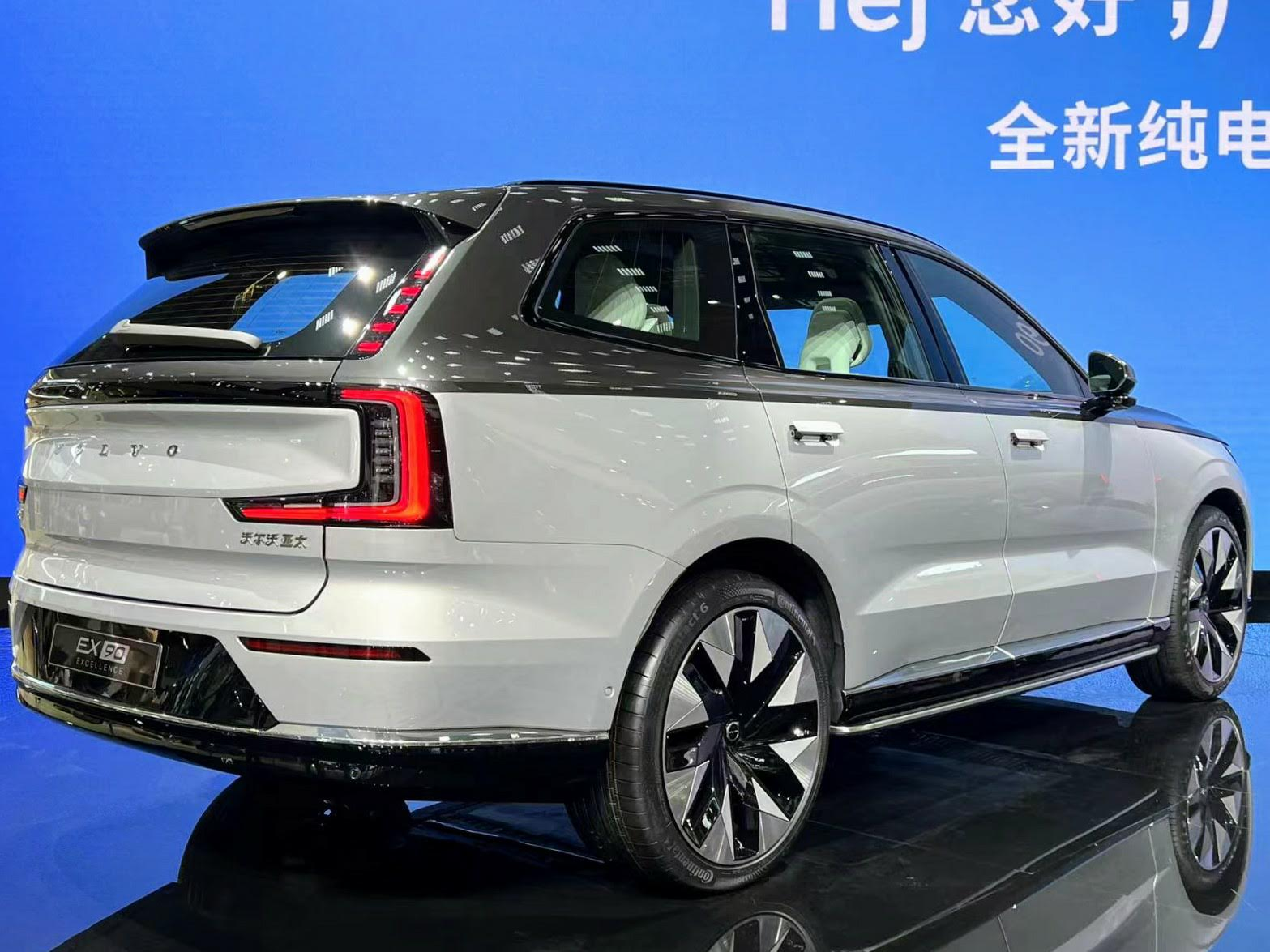
Heckansicht

## Technik

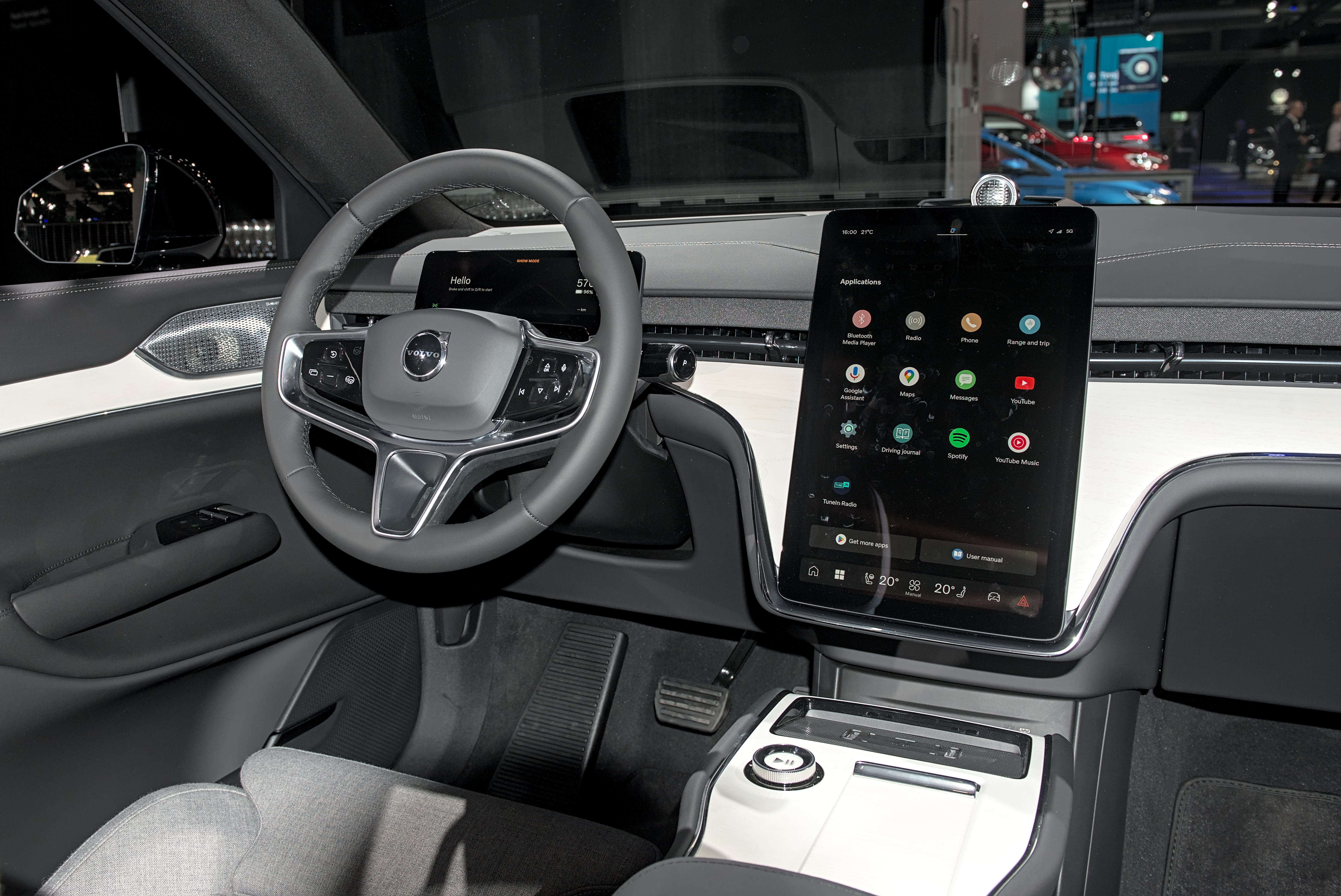
Innenansicht

Der EX90 basiert wie der Polestar 3 auf Volvos SPA-II-Plattform (Scalable Product Architecture, eine Weiterentwicklung der SPA-Plattform für elektrische Antriebe) und hat ebenso eine bis zu 111 kWh große Antriebsbatterie, deren NMC-Zellen von CATL stammen und nach WLTP-Norm etwa 600 km Reichweite (21,1 kWh für 100 km) ermöglicht. Er ist bei gleichem Radstand länger und höher als das Polestar-Modell. Der EX90 hat Allradantrieb mit permanenterregten Synchronmotoren an Vorder- und Hinterachse, wobei sich der Heckmotor wie beim Polestar 3 bei niedriger Leistungsanforderung entkoppeln lässt. Des Weiteren ist er mit Luftfederung ausgestattet. Im Januar 2024 wurde außerdem eine Variante mit Heckantrieb vorgestellt.
Bei drei Sitzreihen fasst der Kofferraum 310 l, der Frunk 37 l. Im Dach wurde ein Lidar-System integriert, das im November 2021 im Konzeptfahrzeug Volvo Concept Recharge gezeigt worden war und Fußgänger in einer Entfernung bis zu 250 m erkennen kann. Die Funktion ergibt sich auch aus einer entsprechenden installierten Rechenleistung, die auch von Anfang an automatische Spurwechsel ermöglichen soll.
Die glatte Front hat die markenübliche diagonale Linie mit Logo (des Kühlergrills der Vovo-Fahrzeuge mit Verbrennungsmotor) und das T-förmige Tagfahrlicht, das markenüblich Thors Hammer nachempfunden ist und teilweise nach oben und unten aufschwenkt, wenn die Module für das Abblend- und Fernlicht eingeschaltet werden.
Nach den Angaben des Herstellers besteht das Fahrzeug zu 15 % aus recyceltem Stahl, zu 25 % aus recyceltem Aluminium sowie zu 48 kg aus recyceltem Kunststoff und biobasierten Materialien; der klimafreundliche Kunststoffanteil betrage damit etwa 15 %. Der cw-Wert ist trotz bündiger Türgriffe mit 0,29 nicht besonders günstig. Wechselstrom-Laden mit 11 kW lädt den EX90 in 11 Stunden auf. Die maximale Ladeleistung via Gleichstrom beträgt 250 kW. Die sogenannte „Plug & Charge“-Technik ermöglicht einen reibungslosen, vollautomatischen Ladevorgang ohne zusätzliche Verifizierung, sondern nutzt vorab hinterlegte Bezahlinformationen. Im März 2025 wurde bekannt, dass Volvo plant, die Batteriespannung mit einem kommenden Modelljahreswechsel von 400 V auf 800 V zu erhöhen.
Für die Innenraumbeleuchtung werden 72 LEDs mit einem natürlichem Licht ähnlichen Spektrum durch Unterdrückung des Blau-Anteils (SunLike-LEDs) eingesetzt. Das Infotainment arbeitet ebenso wie im Polestar 3 mit dem Android-Automotive-Betriebssystem von Google LLC. Dafür und für drahtlose Updates ist 5G-Technik eingebaut.

## Technische Daten
|                                                | Single Motor                            | Twin Motor AWD                             | Twin Motor Performance AWD                 |
| ---------------------------------------------- | --------------------------------------- | ------------------------------------------ | ------------------------------------------ |
| Bauzeitraum                                    | seit 06/2024                            | seit 06/2024                               | seit 06/2024                               |
| Motorkenndaten                                 |                                         |                                            |                                            |
| Motortyp                                       | 1 Elektromotor (Hinterachse)            | 2 Elektromotoren (Hinter- und Vorderachse) | 2 Elektromotoren (Hinter- und Vorderachse) |
| Motorbauart                                    | permanentmagneterregte Synchronmaschine | permanentmagneterregte Synchronmaschine    | permanentmagneterregte Synchronmaschine    |
| max. Leistung bei min−1                        | 205 kW (279 PS) bei 5500/min            | 300 kW (408 PS) bei 4500–13900/min         | 380 kW (517 PS) bei 5500–6000/min          |
| max. Drehmoment bei min−1                      | 490 Nm bei 0–4000/min                   | 770 Nm bei 0–4000/min                      | 910 Nm bei 0–4000/min                      |
| Kraftübertragung                               |                                         |                                            |                                            |
| Antrieb                                        | Hinterradantrieb                        | Allradantrieb                              | Allradantrieb                              |
| Getriebe                                       | Eingang-Getriebe                        | Eingang-Getriebe                           | Eingang-Getriebe                           |
| Antriebsbatterie                               |                                         |                                            |                                            |
| Zellchemie                                     | Nickel-Mangan-Cobalt-Akkumulator (NMC)  | Nickel-Mangan-Cobalt-Akkumulator (NMC)     | Nickel-Mangan-Cobalt-Akkumulator (NMC)     |
| Aufbau                                         | 400 V                                   | 400 V, 17 Module mit 204 Zellen            | 400 V, 17 Module mit 204 Zellen            |
| Energieinhalt, brutto / netto                  | 104 kWh / 101 kWh                       | 111 kWh / 107 kWh                          | 111 kWh / 107 kWh                          |
| Max. Ladeleistung (AC)                         | 11 kW                                   | 11 kW                                      | 11 kW                                      |
| Max. Ladeleistung (DC)                         | 235 kW                                  | 250 kW                                     | 250 kW                                     |
| Messwerte                                      |                                         |                                            |                                            |
| Leergewicht                                    | 2590–2637 kg                            | 2796–2811 kg                               | 2796–2811 kg                               |
| Max. Zuladung                                  | 410–553 kg                              | 504–579 kg                                 | 504–579 kg                                 |
| Max. Anhängelast                               | 1200 kg                                 | 2200 kg                                    | 2200 kg                                    |
| Höchstgeschwindigkeit                          | 180 km/h                                | 180 km/h                                   | 180 km/h                                   |
| Beschleunigung, 0–100 km/h                     | 8,4 s                                   | 5,9 s                                      | 4,9 s                                      |
| Energieverbrauch auf 100 km (WLTP, kombiniert) | 19,9 kWh                                | 20,4 kWh                                   | 20,7 kWh                                   |
| Reichweite nach WLTP                           | 580 km                                  | 600 km                                     | 590 km                                     |

## Zulassungszahlen in Deutschland
Im ersten Verkaufsjahr wurden in der Bundesrepublik Deutschland insgesamt 103 Volvo EX90 neu zugelassen, sämtlich mit Allradantrieb.
| 103 \| \| |
|           |

|  |

| 103 \| \| |
|           |

|  |

| 103 \| \| |
|           |

|  |

| 103 \| \| |
|           |

|  |

| 103 \| \| |
|           |

|  |

| 103 \| \| |
|           |

|  |

| 103 \| \| |
|           |

|  |

| 103 \| \| |
|           |

|  |

|  | Hinterradantrieb |

|  | Hinterradantrieb |

|  | Allradantrieb |

|  | Allradantrieb |